# La danza dei milioni (film 1940)
La danza dei milioni è un film del 1940 diretto da Camillo Mastrocinque. Durante tutta la fase della lavorazione, negli studi Cinecittà, venne intitolato Il quadrante della fortuna.

## Trama
Un giovane, nonostante il suo titolo di studio, non riesce a trovare lavoro e, dopo vari tentativi, chiede a un suo compagno di scuola, che è segretario del Presidente di una importante banca ungherese, a fargli avere una scrivania nella sua stanza e a farlo passare per un impiegato. L'abilità del giovane, ed anche la sua faccia tosta, fanno sì che in breve sia notato dai funzionari dell'Istituto bancario. Ben presto un affare che ha progettato lui finisce per essere preso in seria considerazione dai dirigenti della banca, dai rappresentanti del ministero e da altre organizzazioni finanziarie. Nasce così dal nulla un grandioso consorzio per il finanziamento di opere pubbliche. L'audacia del giovane ha vinto: viene messo a capo della organizzazione e può sposare la figlia del presidente.